# Anomocentris crystallota
Anomocentris crystallota är en fjärilsart som beskrevs av Edward Meyrick 1891. Anomocentris crystallota ingår i släktet Anomocentris och familjen mätare. Inga underarter finns listade i Catalogue of Life.